# Witoorsolitaire
De witoorsolitaire (Entomodestes leucotis) is een zangvogel uit de familie Turdidae (lijsters).

## Verspreiding en leefgebied
Deze soort komt voor in Peru en westelijk Bolivia.